# Porta Raudusculana
Die Porta Raudusculana war ein antikes Stadttor der Servianischen Mauer in Rom.
Laut der Aufzählung der Tore bei Marcus Terentius Varro folgte die porta Raudusculana unmittelbar der porta Naevia. Sie wäre demnach im östlichen Bereich des Aventin zu lokalisieren. Hierfür spricht auch ein Inschriftenfund, der für die Regio XII einen vicus portae R(a)udusculanae belegt. Dieser vicus war vermutlich eine Verlängerung des vicus piscinae Publicae, so dass das Tor in etwa dort stand, wo die heutigen Viale Aventino und Via di San Saba aufeinandertreffen. Die heutige Piazza Albania, die an diesem Punkt liegt, wurde noch bis 1940 Piazza Raudusculana genannt.
Für die Herleitung des Namens existieren verschiedene Überlieferungen. Varro zufolge wurde das Tor so genannt, weil es aus Bronze war. Nach Sextus Pompeius Festus war der Name entweder auf den rohen, unbearbeiteten Zustand der Bauausführung oder, wie bei Varro, auf die Verarbeitung von Bronzeerz zurückzuführen. Eine abweichende Erklärung überliefert Valerius Maximus. Demnach war an dem Tor ein Bildnis mit bronzenen Hörnern in Erinnerung an den legendären Prätor Marcus Genucius Cipus angebracht, aus dessen Stirn zur Zeit der frühesten Republik Hörner entwachsen sein sollen, als er bei seiner Rückkehr von einem siegreichen Krieg sich dem Tor näherte. Auguren deuteten dies als Vorzeichen für die Königswürde, die er erhalten würde, wenn er die Stadt betrete. Um dem zu entgehen, ließ er sich durch den Senat der Stadt verweisen. Ihm zu Ehren aber wurde sein bronzenes Bildnis mit den Hörnern am Tor angebracht, das daher seinen Namen, das Eherne, erhielt.
Auch wenn die Verbindung mit dieser Sage ein hohes Alter der porta Raudusculana und somit eine gleichzeitige Errichtung mit der Servianischen Mauer nahelegt, ist ihr Name wahrscheinlich lediglich auf eine Verkleidung mit Bronzeplatten zurückzuführen.